# Wat
|  | Aquest article tracta sobre un temple monestir de l'Àsia. Si cerqueu el plat etíop, vegeu «Wat (menjar)». |

Un wat és un temple monestir de Tailàndia, Cambodja o Laos. La paraula wat (en tailandès: วัด; en khmer: វត្ត; de vegades vat quan es refereix a Laos) significa «escola».